# Bruce Ames
Pour les articles homonymes, voir Ames (homonymie).
Bruce Ames, né le 16 décembre 1928 à New York et mort le 5 octobre 2024, est professeur de biochimie et biologie moléculaire à l'Université de Californie, Berkeley et occupe le poste de chercheur senior au Children's Hospital Oakland Research Institute (CHORI).
Il est l'inventeur du test d'Ames, un système facile et peu coûteux permettant d'analyser le pouvoir mutagène d'un composé.
Ses recherches sont focalisées sur le cancer et le vieillissement. Ses travaux actuels portent sur l'identification d'agents permettant le retard du vieillissement mitochondrial et la mise en évidence du rôle des mitochondries dans le vieillissement en particulier au niveau du cerveau. Il s'intéresse également aux agents mutagènes en lien avec la prévention du cancer et du vieillissement.
Il est l'auteur de plus de 450 publications scientifiques et fait partie des quelques centaines de scientifiques les plus cités dans tous les domaines.
Il a siégé au conseil scientifique du TASSC, un organisme industriel destiné à éviter des réglementations environnementales.
En 1998, celui-ci a reçu la National Medal of Science.